# トーマス・ファン・デン・ベルト
トーマス・ファン・デン・ベルト（Thomas van den Belt、2001年6月18日 - ）は、オランダ・ズヴォレ出身のサッカー選手。CDカステジョン所属。ポジションはMF。